# Igm Robotersysteme

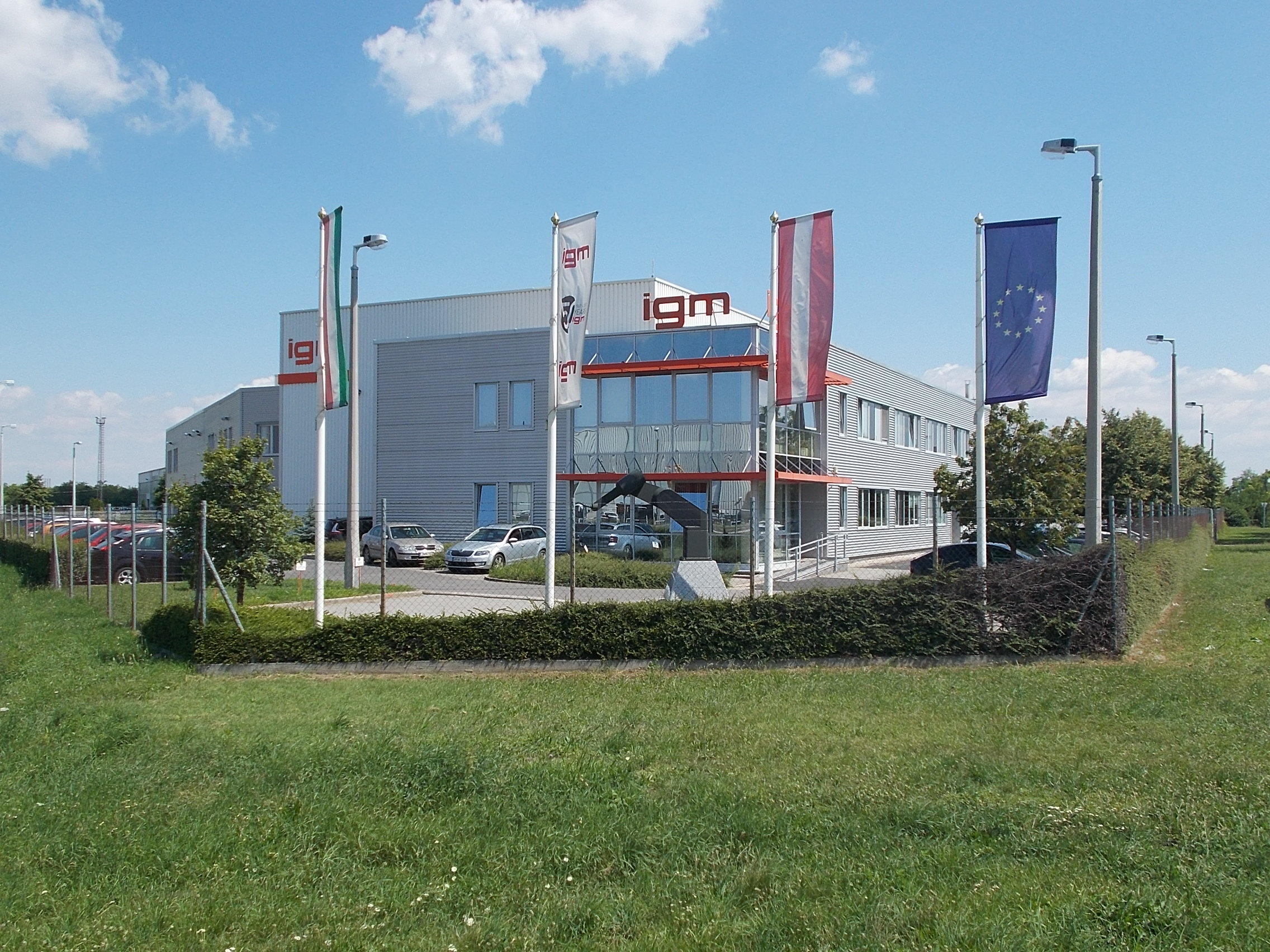
Standort des Unternehmens in Győr

Die igm Robotersysteme AG ist ein österreichischer Roboterhersteller. Das Unternehmen ist Teil der Global Welding Group aus Wiener Neudorf.

## Unternehmensgeschichte
Das Unternehmen wurde 1967 von den beiden Ingenieuren Günther Kloimüller und Franz Vokurka als Handelshaus für den Vertrieb schweißtechnischer Produkte unter dem Namen igm Industriegeräte- und Maschinenfabriks GmbH in Wien gegründet. 1975 zog die Gesellschaft an den neu gegründeten Standort im Industriegebiet Wiener Neudorf um. Mit der Entwicklung eines Zweiarmroboters (LIMAT 2000) begann 1979 der Einstieg in die Roboterschweißtechnologie. Für diese Entwicklung erhielt das Unternehmen 1981 den Österreichischen Staatspreis für Innovation. Im Februar 1989 wurde der Firmenname in igm Robotersysteme AG geändert und die Aktiengesellschaft ging an die Börse. 1995 wurde die in Puchheim bei München ansässige Steigerwald Strahltechnik übernommen. Von der Oxytechnik GmbH in Bad Soden wurden zwei Jahre später 67 % übernommen.
Die Beteiligungsgesellschaft von Erhard Grossnigg übernahm im Jänner 2005 über 90 % der Aktien von igm. Aus diesem Grund zog man sich noch im selben Jahr von der Börse zurück. Seit 2006 fungiert die neu gegründete Global Welding Group als Holding für die Geschäftsbereiche Robotik, Elektronenstrahlschweißen, Orbitalschweißen und Bandschweißen. Im März 2016 kündigte Erhard Grossnigg an, dass er sich aus dem Geschäft zurückziehen werde.

## Geschäftsfeld
Heute unterhält die igm Robotersysteme mehr als 20 Tochterunternehmen, unter anderem in Deutschland, Großbritannien, den USA, Russland und China. Die Produktpalette umfasst kundenspezifische Lösungen für automatisierte Schweiß- und Schneidprozesse.
Die Global Welding Group beschäftigt über 700 Mitarbeiter, davon arbeiten etwa 290 bei der igm Robotersysteme AG. Der Umsatz der Gruppe lag 2011 bei etwa 150 Millionen Euro, wobei auf den Bereich Robotik 60 Millionen Euro entfielen. 90 % des Umsatzes werden im Ausland erwirtschaftet. Mittlerweile exportiert die igm Robotersysteme AG ihre Roboteranlagen weltweit nach Asien, Australien, Afrika, Nord- und Südamerika sowie innerhalb ganz Europas.